# خط طول 105° غرب
خط طول 105° غرب هو أحد خطوط الطول الجغرافية، والتي تمتد من القطب الشمالي الجغرافي إلى القطب الجنوبي الجغرافي، وحسب التحويل الزمني يتأخر خط طول 105° غرب عن خط غرينتش بـ7 ساعات و0 دقائق.

## من القطب إلى القطب
ينطلق خط طول 105° غرب من القطب الشمالي نحو القطب الجنوبي مرورا بالمناطق التي ترد في الجدول التالي:
| الإحداثيات                           | البلد أو الإقليم أو البحر | ملاحظات |
| ------------------------------------ | ------------------------- | --- |
| 90°0′N 105°0′W / 90.000°N 105.000°W  | المحيط المتجمد الشمالي    | |
| 79°19′N 105°0′W / 79.317°N 105.000°W | كندا                      | نونافوت — جزيرة اليف رينجنس [لغات أخرى]‏ |
| 79°2′N 105°0′W / 79.033°N 105.000°W  | المحيط المتجمد الشمالي    | |
| 78°31′N 105°0′W / 78.517°N 105.000°W | كندا                      | نونافوت — جزيرة اليف رينجنس [لغات أخرى]‏ |
| 78°29′N 105°0′W / 78.483°N 105.000°W | Maclean Strait            | |
| 77°32′N 105°0′W / 77.533°N 105.000°W | كندا                      | نونافوت — Lougheed Island |
| 77°10′N 105°0′W / 77.167°N 105.000°W | Byam Martin Channel       | |
| 75°35′N 105°0′W / 75.583°N 105.000°W | Byam Channel              | مرورا بغرب جزيرة بيام مارتن [لغات أخرى]‏, نونافوت, كندا (في 75°7′N 104°54′W / 75.117°N 104.900°W) |
| 75°5′N 105°0′W / 75.083°N 105.000°W  | Parry Channel             | شعبة فيكونت ملفيل ساوند [لغات أخرى]‏ |
| 73°43′N 105°0′W / 73.717°N 105.000°W | كندا                      | نونافوت — Stefansson Island |
| 73°0′N 105°0′W / 73.000°N 105.000°W  | M'Clintock Channel        | |
| 72°12′N 105°0′W / 72.200°N 105.000°W | كندا                      | نونافوت — جزيرة فيكتوريا (كندا) |
| 68°53′N 105°0′W / 68.883°N 105.000°W | خليج الملكة مود           | |
| 68°35′N 105°0′W / 68.583°N 105.000°W | كندا                      | نونافوت — Melbourne Island و the mainland الأقاليم الشمالية الغربية — من 64°29′N 105°0′W / 64.483°N 105.000°W ساسكاتشوان — من 60°0′N 105°0′W / 60.000°N 105.000°W |
| 49°0′N 105°0′W / 49.000°N 105.000°W  | الولايات المتحدة          | مونتانا وايومنغ — من 45°0′N 105°0′W / 45.000°N 105.000°W كولورادو — من 41°0′N 105°0′W / 41.000°N 105.000°W, مرورا عبر دنفر (كولورادو) (في 39°45′N 105°0′W / 39.750°N 105.000°W) نيومكسيكو — من 37°0′N 105°0′W / 37.000°N 105.000°W تكساس — من 32°0′N 105°0′W / 32.000°N 105.000°W |
| 30°40′N 105°0′W / 30.667°N 105.000°W | المكسيك                   | ولاية شيواوا ولاية دورانغو — من 26°30′N 105°0′W / 26.500°N 105.000°W ولاية ناياريت — من 22°56′N 105°0′W / 22.933°N 105.000°W ولاية خاليسكو — من 20°55′N 105°0′W / 20.917°N 105.000°W                                                                                              |
| 19°21′N 105°0′W / 19.350°N 105.000°W | المحيط الهادئ             | مرورا بشرق Isla Salas y Gómez, تشيلي (في 26°28′S 105°21′W / 26.467°S 105.350°W) |
| 60°0′S 105°0′W / 60.000°S 105.000°W  | المحيط الجنوبي            | |
| 74°41′S 105°0′W / 74.683°S 105.000°W | القارة القطبية الجنوبية   | المطالب الإقليمية بالقارة القطبية الجنوبية |